# Calicivirus
Het Calicivirus is een (+)ss RNA-virus dat bij konijnen kan leiden tot een viraal hemorragisch syndroom (VHS, RHD of VHD). Binnen de Caliciviridae, de familie waarin het Calicivirus is geplaatst, zijn totaal dertien varianten ingedeeld, die óók (maar niet uitsluitend) insecten en gewervelde organismen zoals (rund)vee en varkens, kippen, reptielen, amfibieën, dolfijnen en zelfs mensen kunnen besmetten en ziek kunnen maken. 

## Overdracht
Hoewel het Calicivirus zelf alleen VHS bij konijnen kan veroorzaken, kan het virus worden overgebracht via mest of uitwerpselen, besmet groen- of ruwvoer en besmette dieren (dragers), zoals insecten, knaagdieren of soortgenoten.

## Ziektebeeld, symptomen en verloop
Bij het Calicivirus onderscheidt men twee verschillende (sub)typen met de navolgende infectiesymptomen:

### Type 1
1. Benauwdheid.
2. Zenuwstoornissen.
3. Tandenknarsen.
4. Schreeuwen.
5. Bloedneuzen.
6. Rondjes rennen en cyclische of 'fiets'-bewegingen maken.

Een tot twee dagen na infectie krijgen de dieren hoge koorts en sterven.

### Type 2
Bij dit type treden dezelfde symptomen op als bij type 1, maar het ziektebeeld kan hier ook een chronisch verloop hebben waarbij het besmette dier eerst een langere tijd merkbaar ziek zal zijn, waarbij de voornoemde symptomen zich niet direct openbaren.

Vanaf het moment dat het symptomencluster of een deel ervan waarneembaar is en het ziektebeeld zich in het laatste stadium bevindt, krijgt het besmette dier na drie tot vijf dagen levensbedreigende hoge koorts.

## Preventie en behandeling
Preventie is mogelijk door de dieren jaarlijks te vaccineren. Het vaccin biedt derhalve geen levenslange immuniteit. Vooralsnog is geen effectieve behandeling bekend of beschikbaar wanneer de infectie of besmetting een feit is. Dieren waarbij de infectie of besmetting is geconstateerd, dienen dan ook direct in quarantaine te worden geplaatst.